# Hellcat Records
Hellcat Records est un label discographique américain de punk rock, basé à Los Angeles, Californie.

## Histoire
Le label est fondé en 1997 par Brett Gurewitz, patron de Epitaph et guitariste du groupe Bad Religion et Tim Armstrong, guitariste du groupe Rancid. Par la suite Armstrong a pleinement le choix de faire signer les groupes qu'il souhaite sur Hellcat Records.
En 2005, Armstrong sort le DVD Give'Em the Boot, compilant des séquences en live des différents groupes alors signés chez Hellcat Records,,,,,,. Le 15 janvier 2006 sort le film Live Freaky, Die Freaky !, produit par Armstrong. Le film met en scène des marionnettes, l'intrigue impliquant l'histoire de Charles Manson, mal racontée par un nomade dans un monde post-apocalyptique. Les voix des personnages sont assurées par des membres de Rancid, Green Day et Transplants.

## Polémique
Le label est impliqué dans une controverse avec le groupe Leftöver Crack signé par le label pour une histoire de censure. Leftöver Crack voulait que leur album, paru en 2001, soit intitulé Shoot the Kids at school avec une pochette représentant une arme pointant une aire de jeux pour enfants. À la suite du massacre de Columbine, Hellcat refuse de faire paraitre l'album avec cette pochette et sous ce titre. Le groupe nomme en signe de protestation son album Mediocre Generica en référence à la médiocrité supposée des groupes signés chez Hellcat. L'incident entraîne le départ du groupe de chez Hellcat.
Après avoir quitté le label, le groupe accuse Hellcat Records de promouvoir le sexisme et l'homophobie dans la communauté punk. Leurs accusations sont basées sur les paroles homophobes du groupe U.S. Bombs ayant depuis quitté le label, ou encore sur la signature du reggaeman Buju Banton ou les paroles jugées sexistes du groupe Lars Frederiksen and the Bastards.

## Groupes et artistes

### Actuels
- The Aggrolites
- Tim Armstrong
- The Creepshow
- Civet
- The Heart Attacks
- HorrorPops
- Left Alone
- Charged GBH
- Nekromantix
- Orange
- Rancid
- The Slackers
- Society's Parasites
- Static Thought
- Street Dogs
- Tiger Army
- Time Again
- The Unseen
- Westbound Train
- Danny Diablo
- The Interrupters
- Rat Boy

### Anciens
- Choking Victim
- F-Minus
- Joe Strummer and the Mescaleros
- Lars Frederiksen and the Bastards
- The Nerve Agents
- Operation Ivy
- U.S. Roughnecks
- Dave Hillyard and the Rocksteady Seven
- The Distillers
- Dropkick Murphys
- The Gadjits
- Hepcat
- The Independents
- King Django
- Leftöver Crack
- Los Difuntos
- Mercy Killers
- Mouthwash
- The Pietasters
- Roger Miret and the Disasters
- Transplants
- Union 13
- U.S. Bombs